# Mille Miglia 1931
Les Mille Miglia 1931 est la 5e édition de la course automobile annuelle organisée le 12 avril 1931 entre Brescia et Rome. Cette édition est marquée par la première victoire d'un équipage étranger à l'Italie, avec Rudolf Caracciola et Wilhelm Sebastian sur Mercedes-Benz SSKL.

## Classement de la course
| Pos. | no  | Pilote                                                  | Voiture                                  | Écurie              | Temps / Abandon    | Catégorie |
| ---- | --- | ------------------------------------------------------- | ---------------------------------------- | ------------------- | ------------------ | --------- |
| 1    | 87  | Rudolf Caracciola Wilhelm Sebastian                     | Mercedes-Benz SSKL                       |                     | 16 h 10 min 10 s 0 | S +1.1    |
| 2    | 86  | Giuseppe Campari Attilio Marinoni                       | Alfa Romeo 6C 1750 GStf Spider Zagato    | Scuderia Ferrari    | 16 h 21 min 17 s 0 | S +1.1    |
| 3    | 102 | Giuseppe Morandi Archimede Rosa                         | OM 665 SSMM                              |                     | 16 h 28 min 35 s 0 | S +1.1    |
| 4    | 111 | Umberto Klinger T. Saccomani                            | Alfa Romeo 6C 1750 GS Spider Zagato      | Scuderia Ferrari    | 17 h 7 min 57 s 8  | S +1.1    |
| 5    | 140 | A. Gerardi Aur. Gerardi                                 | Alfa Romeo 6C 1750 GS                    |                     | 17 h 8 min 6 s 2   | S +1.1    |
| 6    | 117 | Luigi Scarfiotti Piero Bucci                            | Alfa Romeo 6C 1750 GS Spider             | Scuderia Ferrari    | 17 h 27 min 36 s 4 | S +1.1    |
| 7    | 150 | Mario Tadini Carlo Canavesi                             | Alfa Romeo 6C 1750 GS Spider Zagato      | Scuderia Ferrari    | 17 h 39 min 50 s 0 | S +1.1    |
| 8    | 70  | Carlo Gazzabini Angelo Guatta (en)                      | Alfa Romeo 6C 1750 GT Berlinetta Touring |                     | 17 h 47 min 8 s 0  | VC        |
| 9    | 104 | Tazio Nuvolari Battista Guidotti                        | Alfa Romeo 8C 2300 Spider Zagato         | Alfa Corse          | 17 h 48 min 25 s 6 | S +1.1    |
| 10   | 134 | Giovanna Maria Cornaggia Medici E. Premoli              | Alfa Romeo 6C 1750 GS                    |                     | 17 h 48 min 50 s 0 | S +1.1    |
| 11   | 141 | Giuseppe Boni Francesco Severi                          | Alfa Romeo 6C 1750 GT                    | Scuderia Ferrari    | 17 h 49 min 50 s 0 | S +1.1    |
| 12   | 71  | Franco Cortese G. Balestrieri                           | Alfa Romeo 6C 1750 GT Berlinetta Touring |                     | 17 h 59 min 1 s 0  | VC        |
| 13   | 151 | G. Rusca Giovanni Minozzi                               | Alfa Romeo 6C 1750 GS                    |                     | 17 h 59 min 29 s 0 | S +1.1    |
| 14   | 132 | Alfredo Caniato Carlo Sozzi                             | Alfa Romeo 6C 1500 SS Spider Zagato      | Scuderia Ferrari    | 18 h 30 min 34 s 0 | S +1.1    |
| 15   | 147 | A. Facchetti Z. Maffezzoni                              | Itala Tipo 65                            |                     | 19 h 2 min 23 s 6  | S +1.1    |
| 16   | 114 | G. Zaccarini M. Cicognani                               | OM 665 SSMM                              |                     | 19 h 14 min 44 s 0 | S +1.1    |
| 17   | 107 | V. Cobianchi « Pagani »                                 | Alfa Romeo 6C 1750 GS                    |                     | 19 h 17 min 47 s 0 | S +1.1    |
| 18   | 123 | Giuseppe Gilera Sebastiano Manzoni                      | Fiat 525SS                               |                     | 19 h 28 min 29 s 4 | S +1.1    |
| 19   | 103 | F. Gatti G. Crivelli                                    | Alfa Romeo 6C 1500 SS                    |                     | 19 h 32 min 2 s 0  | S +1.1    |
| 20   | 78  | S. Casalini A.Consonno                                  | Alfa Romeo 6C 1500 SS                    |                     | 19 h 40 min 22 s 0 | S +1.1    |
| 21   | 81  | Emilio Giacosa G. Storari                               | Lancia Dilambda                          |                     | 19 h 42 min 51 s 0 | S +1.1    |
| 22   | 52  | Giuseppe Tuffanelli Guerino Bertocchi Gastone Bertocchi | Maserati Tipo 26 C 1100                  | Giuseppe Tuffanelli | 19 h 48 min 40 s 0 | S 1.1     |
| 23   | 1   | « Di Liddo » C. Ricceri                                 | Fiat 514 spider sport                    |                     | 20 h 12 min 18 s 4 | VU        |
| 24   | 109 | Giovanni Restelli G. Pieri                              | Alfa Romeo 6C 1500 SS                    |                     | 20 h 15 min 50 s 4 | S +1.1    |
| 25   | 80  | « Pellizzari » C. Adorno                                | Fiat 525SS                               |                     | 20 h 33 min 52 s 6 | S +1.1    |
| 26   | 83  | M. Bruno A. Rabbi                                       | Alfa Romeo 6C 1750 GS                    |                     | 20 h 35 min 46 s 4 | S +1.1    |
| 27   | 84  | C. Carini B. Scesa                                      | Lancia Lambda                            |                     | 20 h 37 min 50 s 0 | S +1.1    |
| 28   | 36  | Bartolo Ferrari « Bertasio »                            | Fiat 514                                 |                     | 20 h 41 min 7 s 0  | VU        |
| 29   | 6   | E. Biagioni R. Biagioni                                 | Fiat 514                                 |                     | 20 h 43 min 27 s 0 | VU        |
| 30   | 69  | A. Kechler L. Venturi                                   | Alfa Romeo 6C 1750 S Cabriolet           |                     | 20 h 46 min 50 s 2 | VC        |
| 31   | 9   | G. Mignini A. Mantovani                                 | Fiat 514                                 |                     | 20 h 46 min 55 s 0 | VU        |
| 32   | 23  | P. Lamberti « Bartoli »                                 | Fiat 514                                 |                     | 21 h 22 min 16 s 0 | VU        |
| 33   | 66  | G. Rognoni Aurelio Lorenzetti                           | Graham-Paige                             |                     | 21 h 34 min 18 s 0 | VC        |
| 34   | 50  | F. Trevisan Charles Goodacre                            | Austin Seven Sports                      |                     | 21 h 34 min 34 s 2 | S 1.1     |
| 35   | 5   | P. Moalli « Boepletz »                                  | Fiat 514                                 |                     | 21 h 39 min 36 s 0 | VU        |
| 36   | 3   | A. Cagna « Cellini »                                    | Fiat 514                                 |                     | 21 h 54 min 42 s 4 | VU        |
| 37   | 108 | « Zamorani » « Colla »                                  | OM 665 SSMM                              |                     | 21 h 57 min 3 s 8  | S +1.1    |
| 38   | 21  | G. Ramella V. Campigli                                  | Fiat 514                                 |                     | 21 h 57 min 45 s 4 | VU        |
| 39   | 139 | Mario Coda O. Caligaris                                 | Lancia Lambda                            |                     | 22 h 24 min 16 s 0 | S +1.1    |
| 40   | 148 | A. Brambilla E. Casella                                 | Alfa Romeo 6C 1500 S Torpedo             |                     | 22 h 31 min 11 s 0 | S +1.1    |
| 41   | 34  | Francesco Apruzzi G. Marino                             | Fiat 514                                 |                     | 22 h 32 min 24 s 0 | VU        |
| 42   | 124 | A. Romoli A. Mancini                                    | Fiat 514 MM spider                       |                     | 22 h 43 min 6 s 8  | S +1.1    |
| 43   | 29  | L. Olimpico « Calderato »                               | Bianchi tipo S5 torpedo                  |                     | 22 h 44 min 16 s 0 | VU        |
| 44   | 149 | C. Brughera M. Cipelli                                  | Itala Tipo 61                            |                     | 22 h 47 min 0 s 0  | S +1.1    |
| 45   | 76  | E. Mosti Alb. Pellerano                                 | Alfa Romeo 6C 1750 GS                    |                     | 22 h 53 min 50 s 0 | S +1.1    |
| 46   | 39  | S. Carnevalli « Conconi »                               | Amilcar CGSs                             |                     | 23 h 7 min 2 s 2   | S 1.1     |
| 47   | 2   | C. Forni Aldo Crosti                                    | Fiat 514                                 |                     | 23 h 8 min 33 s 8  | VU        |
| 48   | 10  | L. Pini O. Lufrani                                      | Bianchi tipo S5 torpedo                  |                     | 23 h 33 min 24 s 0 | VU        |
| 49   | 20  | C. Mazza A. Lamperti                                    | Fiat 514                                 |                     | 23 h 55 min 27 s 0 | VU        |
| 50   | 33  | « Spallanzani » Enzo Crotti                             | Fiat 514                                 |                     | 23 h 56 min 18 s 0 | VU        |
| 51   | 116 | « Terni » « Petri »                                     | Fiat 514 MM                              |                     | 24 h 21 min 0 s 0  | S +1.1    |
| 52   | 32  | A. Pellini « Letteri »                                  | Bianchi tipo S5 torpedo                  |                     | 24 h 21 min 59 s 4 | VU        |
| 53   | 16  | « Bagnalasta » O. Braga                                 | Fiat 514                                 |                     | 24 h 44 min 0 s 0  | VU        |
| 54   | 73  | « Frate Ignoto » M. Francani                            | Fiat 525S berlina                        |                     | 24 h 52 min 0 s 0  | VC        |
| 55   | 31  | G. Gambirasio F. Mazza                                  | Fiat 514                                 |                     | 25 h 38 min 0 s 0  | VU        |
| 56   | 75  | Guerrino Faccioni P. Consonni                           | Fiat 525S berlina                        |                     | 25 h 41 min 0 s 0  | VC        |
| 57   | 44  | M. Basagni « Scatragli »                                | Fiat 509S                                |                     | 27 h 47 min 0 s 0  | S 1.1     |
| Nc.  | 68  | « Comini » A. Morasutto                                 | Ford A                                   |                     |                    | VC        |
| Nc.  | 72  | C. Gentili « Margherini »                               | OM 665 S                                 |                     |                    | VC        |
| Abd. | 4   | « Mellei » « Balma »                                    | Fiat 514                                 |                     |                    | VU        |
| Abd. | 7   | G. Giordano « Proietto »                                | Fiat 514                                 |                     |                    | VU        |
| Abd. | 12  | « Grasselli » G. Ciriaci                                | Fiat 514                                 |                     |                    | VU        |
| Abd. | 14  | Franco Spotorno G. Stazi                                | Fiat 514 MM                              |                     |                    | VU        |
| Abd. | 18  | « Ventrice » « Sabatini »                               | Bianchi tipo S5 torpedo                  |                     |                    | VU        |
| Abd. | 19  | R. Monaco « Bertolotti »                                | Fiat 514                                 |                     |                    | VU        |
| Abd. | 27  | C. Cappelli « Cantu »                                   | Fiat 514                                 |                     |                    | VU        |
| Abd. | 37  | B. Ghiringhelli L. Grassi                               | Fiat 509S                                |                     |                    | S 1.1     |
| Abd. | 41  | R. Tinarelli Gian Paolo Volpini                         | Peugeot 5 HP tipo MM                     |                     |                    | S 1.1     |
| Abd. | 43  | S. Tibida F. Porticelli                                 | Fiat 509S                                |                     |                    | S 1.1     |
| Abd. | 45  | Emilio Romano « Pirlo »                                 | Bugatti Type 37 Modifiée 1100            |                     |                    | S 1.1     |
| Abd. | 46  | A. Scalmana Roberto Serboli                             | Fiat 509S                                |                     |                    | S 1.1     |
| Abd. | 47  | « Barbareschi » E. Bolognesi                            | Fiat 509S                                |                     |                    | S 1.1     |
| Abd. | 48  | Catullo Lami « Gazzella »                               | Fiat 509S                                |                     |                    | S 1.1     |
| Abd. | 49  | C. Savelli C. Nardi                                     | Fiat 509S                                |                     |                    | S 1.1     |
| Abd. | 56  | E. Cioni « Polidori »                                   | Fiat 509S                                |                     |                    | S 1.1     |
| Abd. | 58  | A. Attili T. Pacini                                     | Amilcar CGSs                             |                     |                    | S 1.1     |
| Abd. | 62  | Secondo Corsi G. Barsotti                               | Maserati Tipo 26 C 1100                  |                     |                    | S 1.1     |
| Abd. | 65  | Arcangelo Periccioli « Gambicorti »                     | Fiat 509S                                |                     |                    | S 1.1     |
| Abd. | 79  | Maria Antonietta Avanzo Carlo Castelbarco               | Bugatti Type 43                          |                     |                    | S +1.1    |
| Abd. | 82  | « Passerone » R. Acattino                               | Alfa Romeo 6C 1750 GS                    |                     |                    | S +1.1    |
| Abd. | 88  | S. Savoini M. Conte                                     | OM 665 SSMM                              |                     |                    | S +1.1    |
| Abd. | 89  | Luigi Arcangeli Pietro Bonini                           | Alfa Romeo 8C 2300 Spider Zagato         | Alfa Corse          | Accident           | S +1.1    |
| Abd. | 90  | Francesco Matrullo Piero Taruffi                        | Itala Tipo 61                            |                     |                    | S +1.1    |
| Abd. | 91  | G. Bellingeri Angelo Bassi                              | Itala Tipo 65                            |                     |                    | S +1.1    |
| Abd. | 93  | « Pozzati »                                             | OM 665 SSMM                              |                     |                    | S +1.1    |
| Abd. | 94  | Giorgio Ambrosini D. Menchetti                          | Fiat Siata 514 compr.                    |                     |                    | S +1.1    |
| Abd. | 97  | O. Peverelli A. Stucchi                                 | Alfa Romeo 6C 1750 GS Spider Zagato      |                     |                    | S +1.1    |
| Abd. | 99  | C. Poilucci Emilio Richetti                             | Alfa Romeo 6C 1750 GS Spider Zagato      |                     |                    | S +1.1    |
| Abd. | 101 | Giuseppe De Laurentis Giulio Foresti                    | Alfa Romeo 6C 1750 GS                    |                     |                    | S +1.1    |
| Abd. | 105 | « Maino » Ermenegildo Strazza                           | Mercedes-Benz SSK                        |                     |                    | S +1.1    |
| Abd. | 106 | Baconin Borzacchini Eugenio Siena                       | Alfa Romeo 6C 1750 GS Spider Zagato      | Scuderia Ferrari    |                    | S +1.1    |
| Abd. | 115 | « Matteiko » « Franz »                                  | Hispano-Suiza HB6                        |                     |                    | S +1.1    |
| Abd. | 118 | Gennaro Auricchio « Scotti »                            | Fiat 514 MM spider                       |                     |                    | S +1.1    |
| Abd. | 121 | L. Catalani A. Pollini                                  | Alfa Romeo 6C 1500 SS                    |                     |                    | S +1.1    |
| Abd. | 128 | Augusto Caniato Guglielmo Carraroli (de)                | Alfa Romeo 6C 1500 SS Spider Zagato      | Scuderia Ferrari    |                    | S +1.1    |
| Abd. | 131 | M. Ferraguti « Femminini »                              | Alfa Romeo 6C 1750 GS                    |                     |                    | S +1.1    |
| Abd. | 135 | Achille Varzi                                           | Bugatti Type 50                          |                     |                    | S +1.1    |
| Abd. | 138 | « Chiasserini » « Paolillo »                            | Fiat 514 MM spider                       |                     |                    | S +1.1    |
| Abd. | 146 | Giovanni Battista Santinelli Umberto Berti              | Alfa Romeo 6C 1750                       |                     |                    | S +1.1    |
| Np.  |     | Federico Caflisch                                       | Mercedes-Benz SSK                        | Mercedes-Benz       |                    | S +1.1    |
| Np.  |     | Carlo Maria Pintacuda                                   | Mercedes-Benz SSK                        | Mercedes-Benz       |                    | S +1.1    |
| Np.  |     | Hans Stuck                                              | Mercedes-Benz SSK                        | Mercedes-Benz       |                    | S +1.1    |

- Légende: Abd.=Abandon ; Np.=Non partant